# Unravel (canção)
"Unravel" é a terceira canção do álbum Homogenic de Björk, lançado em 1997. A canção ressalta um exemplo proeminente do uso da técnica de Björk consistindo em cantar e falar que, de acordo com o especialista em folclore Njall Sigurason, é comparável à dos corais islandeses antigos.
Estruturalmente, a música é composta por uma melodia lenta com saxofones, um órgão de igreja e batidas eletrônicas distantes.

## Vídeo
Apesar de "Unravel" não ter sido single, um vídeo para a canção foi trabalho e lançado por Lynn Fox para promover a
turnê de Greatest Hits de Björk.  O trabalho ganhou um prêmio de prata em 2004 da D&AD Awards, um evento anual que premia obras de   design e propaganda.